# Al Sadd
Al Sadd (en árabe: اَلسَّدّ‎, romanizado: As Sadd) es un barrio de Doha, la capital del estado de Catar. Al ser uno de los distritos de uso mixto más antiguos del país, el vecindario en el vecindario viven cientos de familias y hay centenares de residencias, así como varios centros comerciales, tales como el Centrepoint, el Lulu Centre y el Royal Plaza.[cita requerida] El equipo de fútbol Al-Sadd y el Complejo Deportivo Al-Sadd se encuentran aquí. El Hospital Rumeilah y el Hospital de Niños también tienen su sede en el distrito.
Desde el siglo XXI, el distrito ha sido testigo de un desarrollo masivo, lo que ha provocado la construcción de miles de unidades residenciales y un horizonte dominado por rascacielos de estilo occidental.

## Etimología
El nombre del distrito deriva del término sadd, una planta que crece en la zona oriental de Catar, particularmente en la costa.

## Geografía
Al Sadd limita con los siguientes distritos:
- Hamad Medical City, New Al Hitmi y Al Messila al norte, separados por Al Rayyan Road.
- Fereej Bin Mahmoud al este, separado por la calle Suhaim Bin Hamad.
- New Al Mirqab y Fereej Al Nasr al sur, separados por la calle Al Mirqab Al Jadeed.
- Fereej Al Amir y Fereej Al Soudan en el municipio de Al Rayyan al oeste, separados por la calle Al Amir.

## Transporte

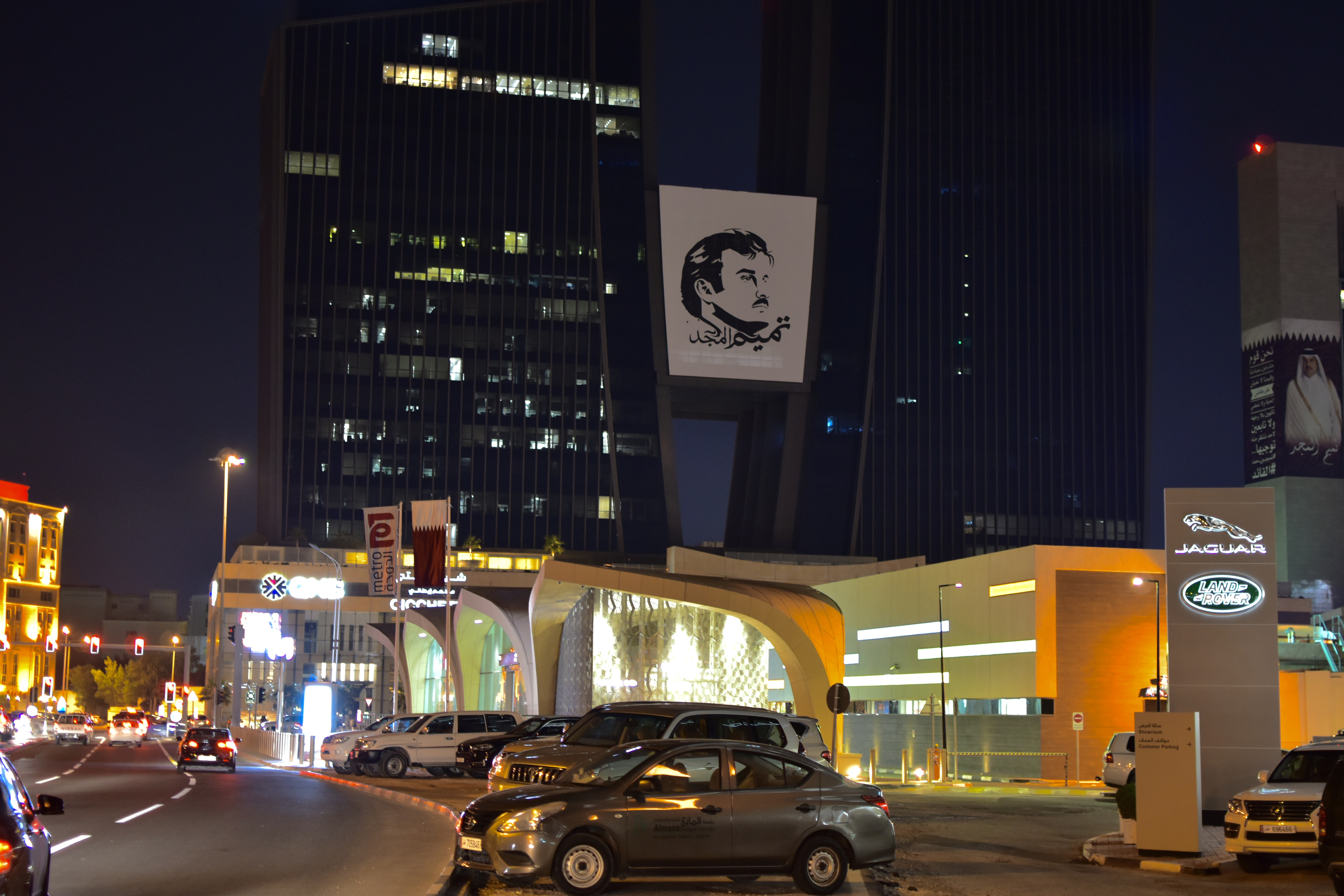
Estación de metro al Sadd en 2020.

### Carreteras
Las principales carreteras que atraviesan el distrito son Al Sadd Street, Suhaim Bin Hamad Street, Al Amir Street y Al Rayyan Road.
Mowasalat es la compañía de transporte oficial en Catar y da servicio a la comunidad a través de su operación de rutas de autobuses públicos. En Al Sadd funciona una línea de autobús que sale de la estación de autobuses de Al Ghanim. La Ruta 32 tiene paradas en Al Sadd y Villaggio Mall y una terminal en la calle 1, en el Área Industrial, funcionando con una frecuencia cada 20 minutos en todos los días de la semana.

### Metro
La línea Dorada del Metro de Doha, que se inauguró oficialmente el 21 de noviembre de 2019, atraviesa Al Sadd en dirección este-oeste. La estación de metro al Sadd se encuentra en la intersección de Al Sadd y C Ring Road, mientras que la estación de metro Joaan está hacia el oeste en Al Sadd Street.
Ubicada en Al Sadd, en Al Rayyan Road, frente al límite de Al Sadd con Al Messila, la estación subterránea Al Messila actualmente forma parte de la Línea Verde del Metro de Doha. La estación fue abierta al público el 10 de diciembre de 2019 junto con las otras estaciones de la Línea Verde.

## Deporte
El barrio está representado por Al Sadd SC, un club multideportivo formado en 1969.

## Sitios

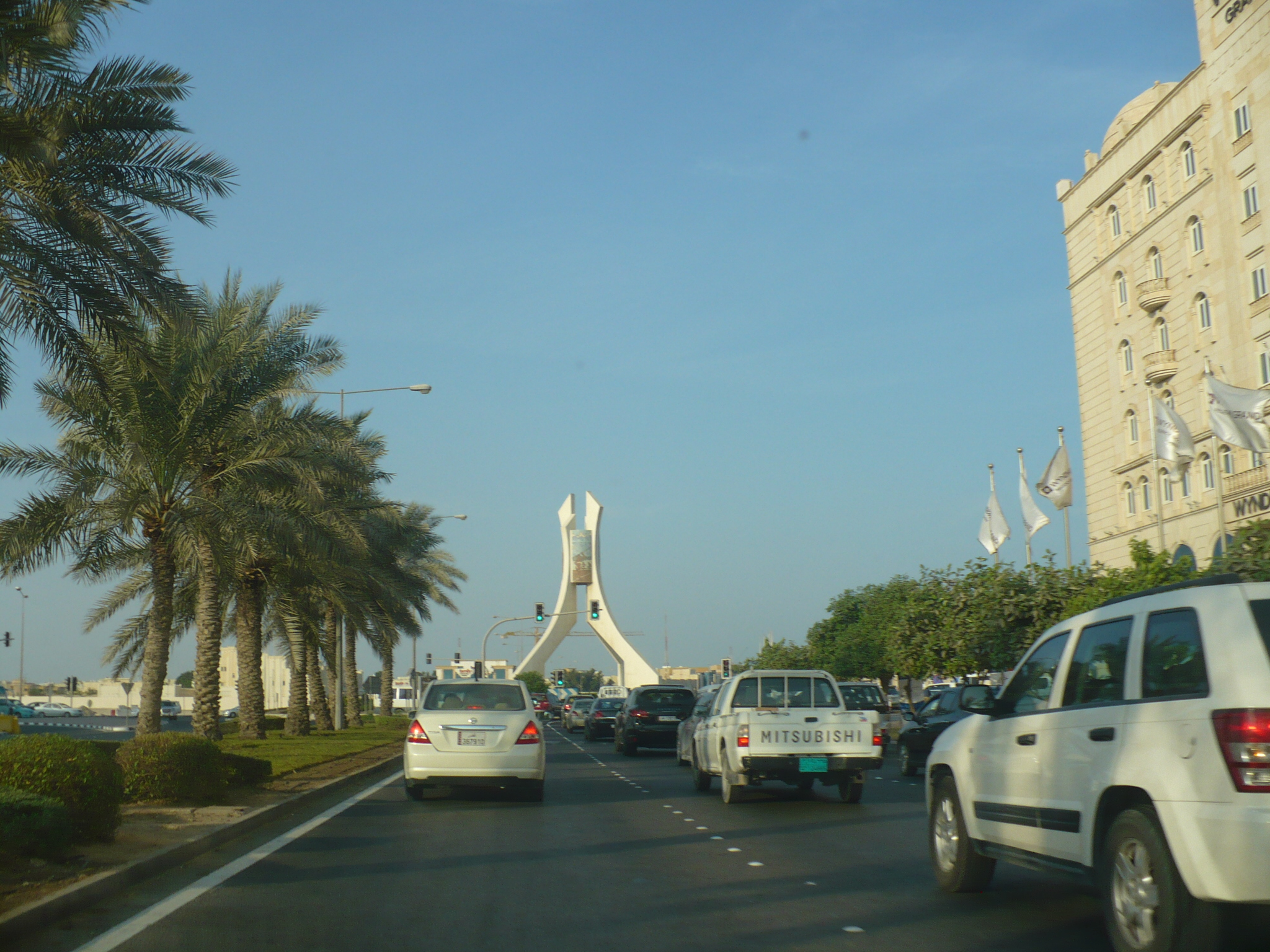
Rotonda deportiva en Al Sadd.

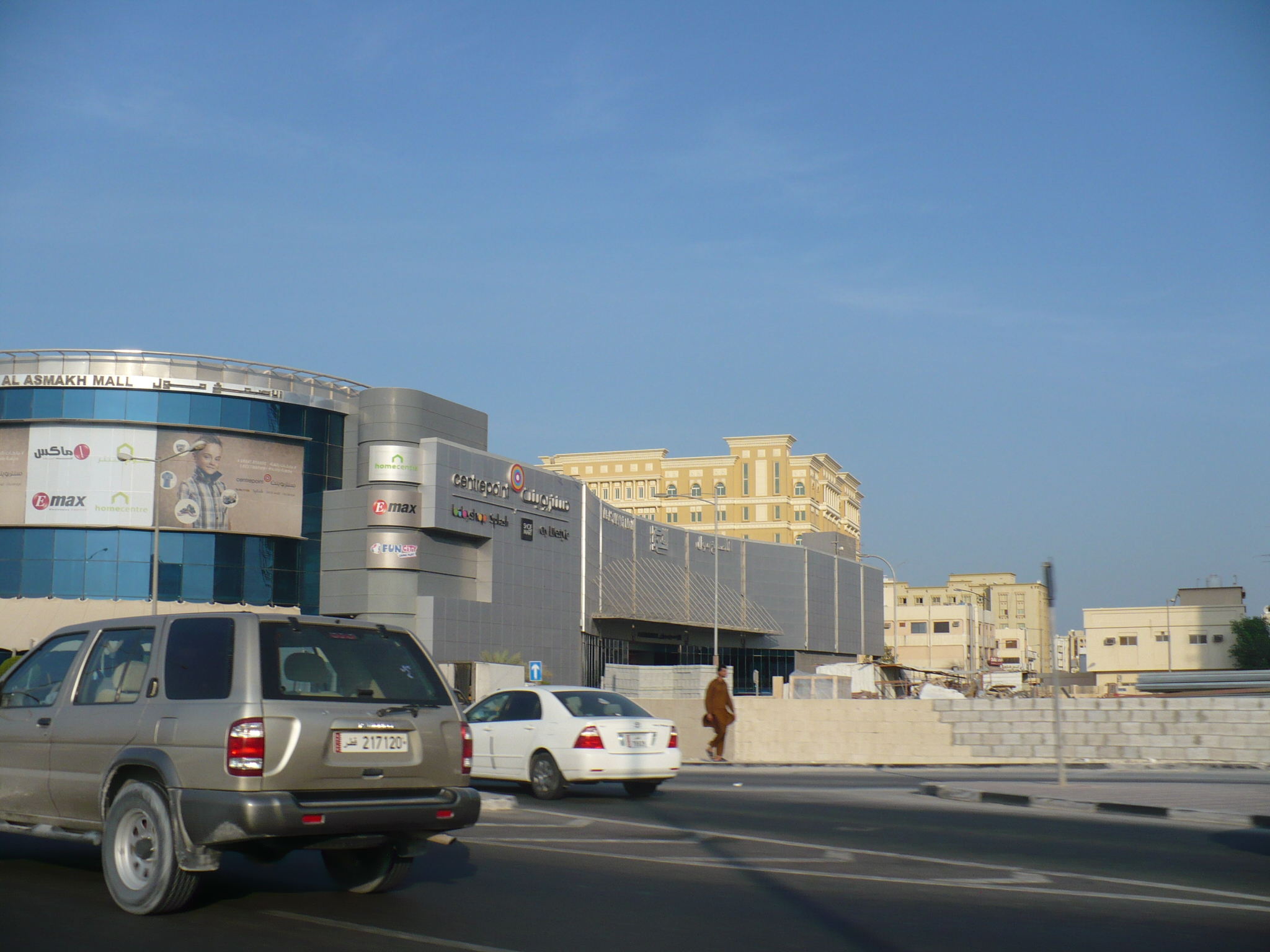
Centro comercial Centrepoint en Al Sadd.

- Estadio Jassim bin Hamad, sede del equipo de fútbol del Al Sadd SC[12]
- Ali Bin Hamad al-Attiyah Arena[13]
- Wyndham Grand Regency Doha Hotel[14]

## Plan Maestro Nacional de Catar
El Plan Maestro Nacional de Catar (QNMP) se describe como una "representación espacial de la Visión Nacional de Qatar 2030". Como parte del plan de centro urbano del QNMP, que tiene como objetivo implementar estrategias de desarrollo en 28 centros centrales que servirán a las comunidades circundantes, Al Sadd ha sido designado centro de la ciudad, que es la tercera designación más alta.
El plan requiere espacio comercial y de oficinas de alta densidad en la calle Al Sadd entre las dos estaciones de metro de la calle. Una plaza central con un enfoque en el acceso peatonal se ubicará en el lado este de la calle Al Sadd, mientras que el lado oeste facilitará principalmente las oficinas. El corredor de la carretera de circunvalación C de Al Sadd se desarrollará como un corredor de uso mixto. Está previsto que los desarrollos de uso mixto adobido ado más tardar el 69,3% del centro de la ciudad. En total, el recinto del centro de la ciudad tiene alrededor de 50.000 habitantes.

## Educación
Las siguientes escuelas se encuentran en Al Sadd:
| Nombre de la escuela                            | Currículo     | Grado                         | Géneros           | Sitio web oficial | Ref    |
| ----------------------------------------------- | ------------- | ----------------------------- | ----------------- | ----------------- | ------ |
| Al Bayan Segunda primaria, niñas independientes | Independiente | Jardín de Infantes – Primaria | Sólo para mujeres | N/A               | [ 18 ] |
| Jardín de infantes Al Farida                    | Internacional | Jardín de infantes            | Ambos             | N/A               | [ 19 ] |
| Jardín de infantes de nueva Generación          | Independiente | Jardín de infantes            | Ambos             | N/A               | [ 20 ] |

## Demografía

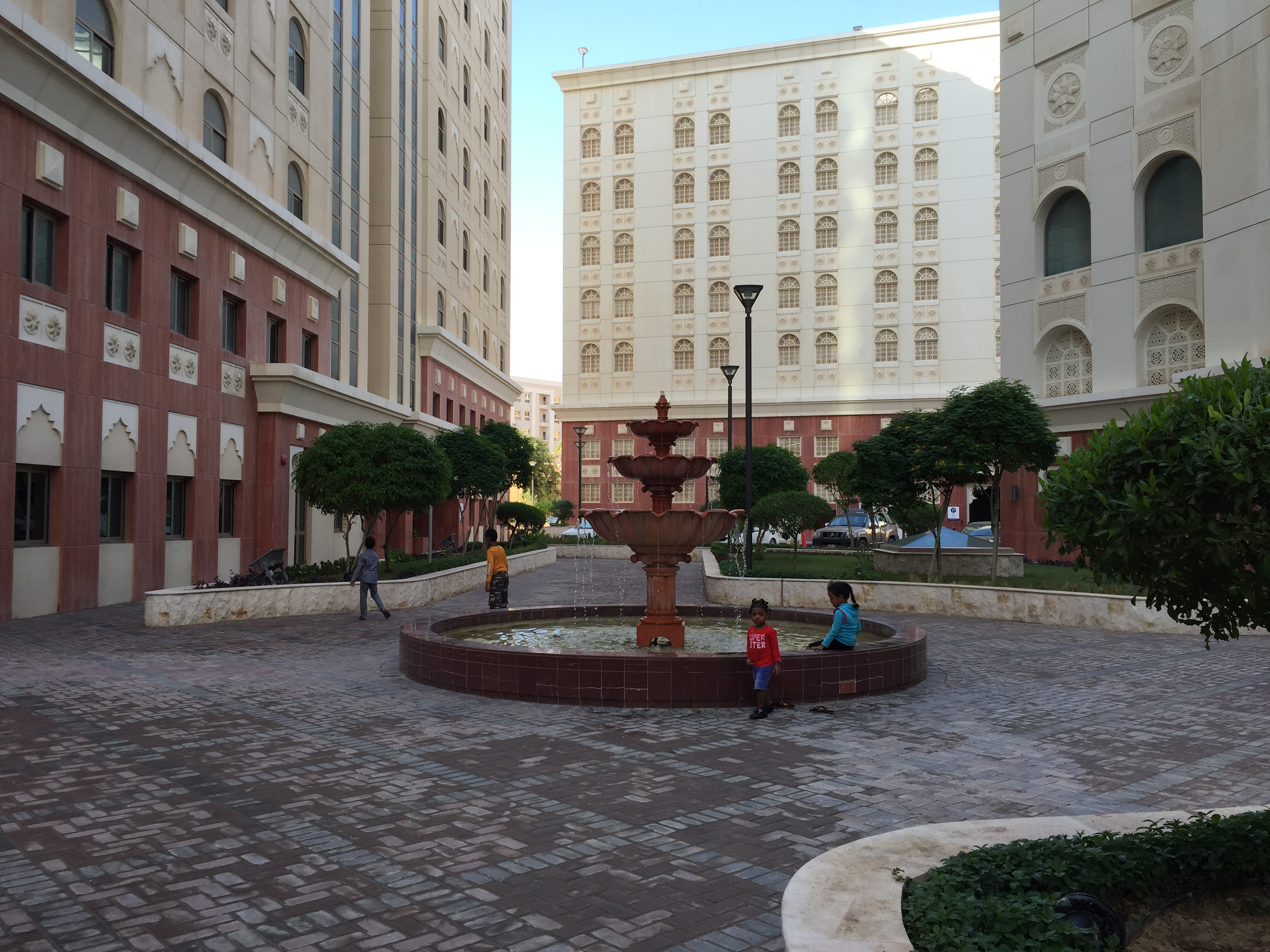
Plaza central del desarrollo residencial Barwa Al Sadd. La comunidad consta de siete rascacielos e incluye espacios comerciales y de oficinas.

Al igual que en el resto de Doha, la mayor parte de la población de Al Sadd está compuesta principalmente por trabajadores migrantes.
A partir del censo de 2010, el distrito comprendía 6.089 unidades de vivienda y 805 establecimientos. Había 14.113 personas viviendo en el distrito, de las cuales el 61% eran hombres y el 39% eran mujeres. De los 14.113 habitantes, el 76% tenía 20 años o más y el 24% tenía menos de 20 años. La tasa de alfabetización se situó en el 97,9%.
Las personas empleadas sumaron el 60% de la población total. Las mujeres representaban el 25% de la población activa, mientras que los hombres representaban el 75% de la población activa.
| Año  | Población |
| ---- | --------- |
| 1986 | 3,962     |
| 1997 | 5,447     |
| 2004 | 5,323     |
| 2010 | 14,113    |